# Lucidus (biskup kruszwicki)

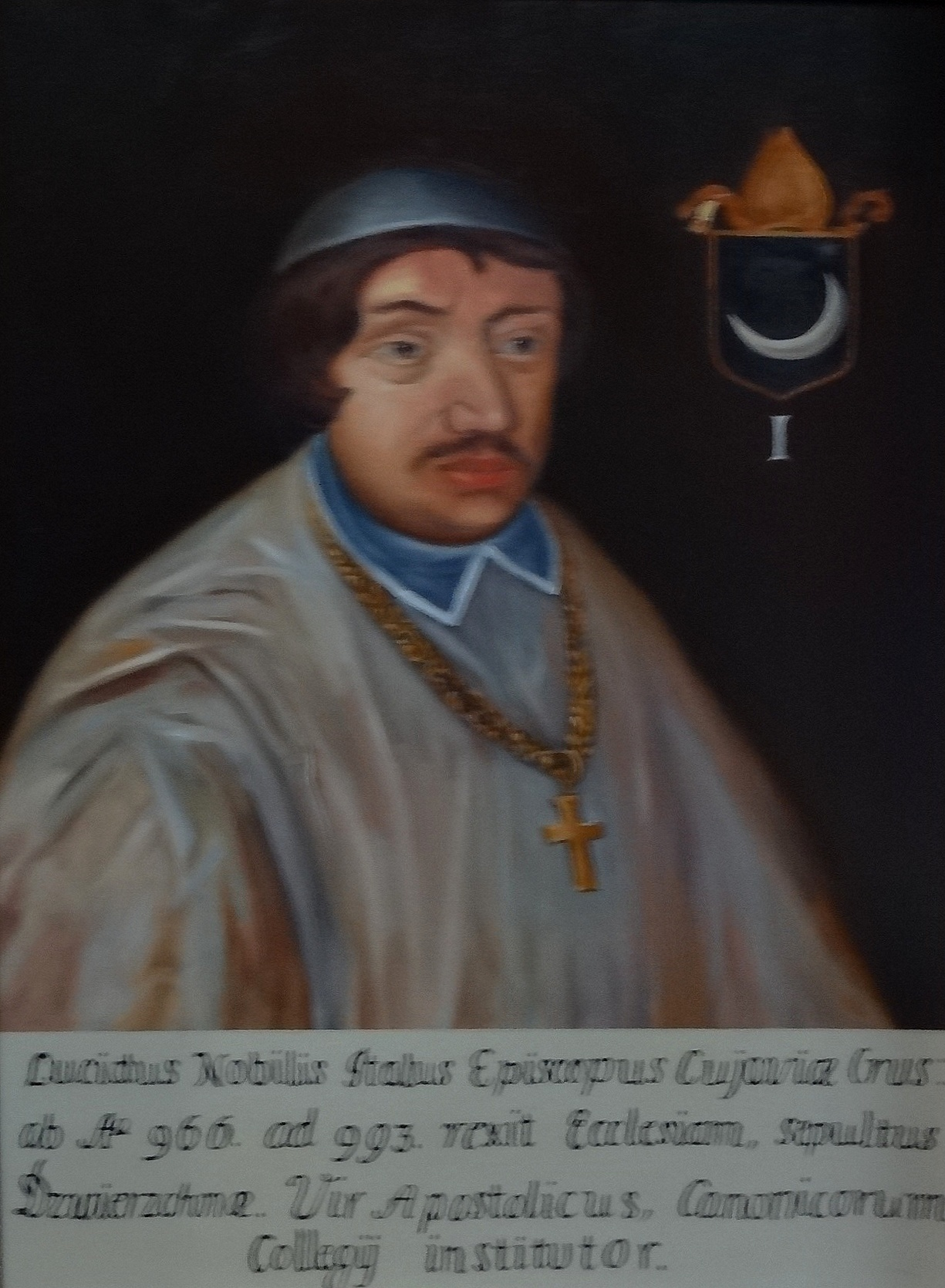
Obraz przedstawiający Lucidusa

Lucidus – pierwszy z ośmiu legendarnych biskupów kruszwickich wymienionych przez Jana Długosza w „Żywotach biskupów włocławskich”.
Wymieniony także w tzw. „Katalogu wolborskim” powstałym około 1470 być może również na zlecenie Jana Długosza. Według Długosza i „Katalogu wolborskiego” Lucidus był Włochem i sprawował funkcję biskupa w diecezji kruszwickiej od 966 do 993. Po śmierci miał zostać pochowany w kościele w Dźwierzchnie. Współcześnie uważany za postać fikcyjną, jakkolwiek Karol Górski utożsamiał go z biskupem kołobrzeskim Reinbernem. Górski zwrócił uwagę na zbieżność imion („Reinbern” tłumaczone z niemieckiego oznacza „jasno płonący” i mogło zostać przetłumaczone na łacińskie „Lucidus”) i postawił hipotezę, że po upadku biskupstwa w Kołobrzegu Reinbern przeniósł się do Kruszwicy.
Wg legendy herbowej miał przynieść do Polski herb Alabanda.